# Max Gaede (Schauspieler)

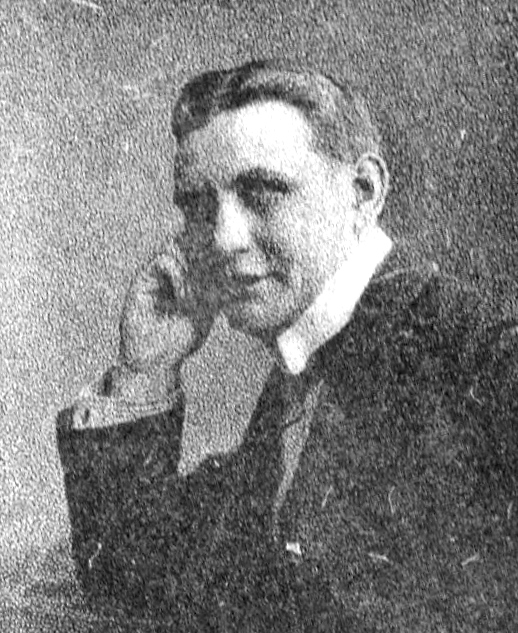
Max Gaede, 1910

Max Gaede (* 18. Januar 1882 in Berlin als Max Gustav Gäde; † Oktober 1969 in Hannover) war ein deutscher Schauspieler mit hauptsächlicher Wirkungsstätte in Hannover sowie Regisseur.

## Leben
Max Gaede war der Vater des mutmaßlich noch zur Zeit des Deutschen Kaiserreichs und mitten im Ersten Weltkrieg in Hannover geborenen Schauspielers Heinz Ulrich (um 1917–1973).
Gegen Ende der Weimarer Republik stand Gaede in Korrespondenz mit H. W. H. Schridde aus Utrecht hinsichtlich des Comité van voorbereiding de Tournée der Städtische Bühnen Hannover‘ für den 13. Januar 1933.
Zur Zeit des Nationalsozialismus galt Max Gaede vom hannoverschen Schauspielhaus als „[...] Liebling des Theaterpublikums“ in Hannover. Er trat zum 1. März 1933 der NSDAP bei (Mitgliedsnummer 1.513.104). Als 1938 die Bevölkerung mittels eines vor dem hannoverschen Opernhaus aufgestellten überdimensionalen Propagandaplakates mit dem Titel „Ein Volk ein Reich ein Führer“ zu einer „Volksabstimmung“ über den Anschluss Österreichs an das Deutsche Reich aufgerufen wurde, veröffentlichte Max Gaede im Hannoverschen Anzeiger vom 10. April 1938 unter einem Porträtfoto von sich folgende Zeilen:

„Versailles vorbei – das Rheinland frei

die Wehrmacht groß – die Ketten los

Und ringsum Arbeit überall

Es braust ein Ruf wie Donnerhall

Wie es die Welt noch niemals sah

Dem Führer nur ein Ja! Ja! Ja!“

In verschiedenen Archiven und Sammlungen haben sich handschriftliche Korrespondenzen Gaedes aus der Zeit der Bundesrepublik Deutschland erhalten, darunter an Heinz Lauenroth, Heinz Dietrich Kenter und Martin G. Sarneck. 1956 wohnte Gaede in Hannover im Haus Altenbekener Damm 53.
1969 besetzte Max Gaede eine Nebenrolle in Peter Zadeks Film Ich bin ein Elefant, Madame.

## Hörspiele
- 1950: Ernst Drolinvaux: Das Märchen von Aucassin und Nicolette – Regie: Klaus Stieringer
- 1950: Felix Timmermans: St. Nikolaus in Not – Regie: Eduard Hermann
- 1951: Aristophanes: Plutos, der blinde Gott – Regie: Ernst Drolinvaux
- 1951: Théophile Gautier: Spirita – Regie: Heinrich Koch
- 1952: Rudyard Kipling: Das Dorf, das beschloß, die Erde sei flach – Regie: Heinrich Koch
- 1952: Simon Glas: Co muß sterben – Regie und Sprecher: Otto Kurth
- 1952: Carlo Gozzi: Turandot – Bearbeitung und Regie: Ernst Drolinvaux
- 1952: Fritz Reuter: Die Abenteuer des Herrn Inspektor Bräsig – Regie: Heinrich Koch
- 1952: Tania Blixen: Das Nachtmahl zu Helsingoer – Regie: Heinrich Koch
- 1952: Johann Nestroy: Judith und Holofernes – Bearbeitung und Regie: Ernst Drolinvaux
- 1953: Nikolai Semjonowitsch Leskow: Der Mensch im Schilderhaus – Regie: Heinrich Koch
- 1953: Christian Hilcker: Angemeldet zum Patent – Regie: Heinrich Koch

## Ehrungen
Aus Anlass des 50. Geburtstages von Adolf Hitler wurde er am 20. April 1939 zum Staatsschauspieler ernannt.

## Archivalien
Archivalien von und über Max Gaede finden sich beispielsweise
- über den Kalliope-Verbund
  - als handschriftlicher Brief (eine Seite) von Gaede von Weihnachten, den 25. Dezember 1958 an Heinz Lauenroth; im Niedersächsischen Handschriftenarchiv der Stadtbibliothek Hannover, Signatur DE-611-HS-9816;[5]
  - in der Theaterwissenschaftlichen Sammlung des Instituts für Medienkultur und Theater der Universität Köln
    - als handschriftlicher Brief (eine Seite) von Gaede aus Hannover vom 10. Februar 1962 an Heinz Dietrich Kenter (1896–1984);, Signatur Au 14 843;[5]
    - als Korrespondenz-Sammlung mit einem Brief und vier Karten von Gaede aus den Jahren 1956 bis 1963 an Martin G. Sarneck (1888–1964), Signatur Au 2656;[5]
    - als handschriftliche Abschrift in Form eines Briefes (2 Blatt) von H. W. H. Schridde aus Utrecht vom 16. November 1932 an Max Gaede; darin enthalten ein Rundschreiben des Comité van voorbereiding de Tournée der „Städtische Bühnen Hannover“, H. Schridde. Utrecht, 13. Januar 1933; Signatur Au 10 652[5]
- als Teil einer Sammlung von Zeitungs-Ausschnitten aus dem Zeitraum von 1939 bis 1956 im Niedersächsischen Landesarchiv (Standort Hannover), Signatur NLA HA ZGS 2/1 Nr. 234[11]